# 孔特罗内
孔特罗内（義大利語：Controne），是意大利萨莱诺省的一个市镇。总面积7平方公里，人口902人，人口密度128.9人/平方公里（2009年）。ISTAT代码为065045。